# Јаков Житомирски
Др Јаков Абрамович Житомирски (рус. Я́ков Абра́мович Жито́мирский, рођен 1880. — ?), познат под партијским псеудонимом Оцов те охраниним псеудонимима Андре и Доде, био је истакнути бољшевик најпознатији по томе што је био тајни агент Охране.

## Биографија
Охрана га је регрутовала 1902. године док је студирао на Универзитету у Берлину. Житомирски је био активан у берлинској групи РСДРП-а извештавајући Руску полицију о активностима групе све до 1907. године, када су немачке власти протерале бољшевике из Берлина, када одлази у Париз.
Присуствовао је петом конгресу РСДРП-а у Лондону.
1908. године добио је двадесет новчаница од 500 рубаља од људи који су учествовали у Пљачки банке у Тбилисију 1907. године. У немогућности да замени новац, проследио га је заменику шефа Руског одељења полиције док је овај био у посети Паризу.
Током Првог светског рата служио је у Руском ексепдиционом корпусу у Француској као доктор, при чему је пријављивао и револуционарну пропаганду међу руским војницима.